# طاد (فلاورجان)
طاد شهری از توابع بخش پیربکران شهرستان فلاورجان در استان اصفهان ایران است.
طبیعت این شهر دشتی و اقلیم آن معتدل خشک است.
نام شهر «طاد» به معنای شتر خواهان ماده. ( منتهی الارب ). شتر مست. اشتر گشن خواه. در متون تاریخی سده‌های نخستین اسلامی به‌صورت متوالی ذکر شده است. این موضوع نشان‌گر پیشینه تاریخی شهر «طاد» به‌عنوان یکی از شهرهای مهم هدف گردشگری در منطقه تاریخی لنجان بزرگ است.
بافت تاریخی شهر «طاد»، الگو و نمونه‌ای کامل از زندگی روستایی در ایران قدیم است. امروزه بسیاری از ارزش‌های تاریخی، معماری، فرهنگی و اقتصادی روستاهای گذشته در بافت کنونی طاد یافت می‌شود.
بافت شهر دارای معابر و کوچه‌های منظم و مشخصی است، به‌نحوی که مهم‌ترین گذر تاریخی این شهر از سمت شرق به غرب بنا شده است، این گذر به نام «باغ‌شاه» یا «نقاش‌خانه» معروف است، علاوه براین گذر دیگری در بافت تاریخی طاد وجود دارد که در این گذر عناصر ارزشمندی چون خانه تاریخی «حاجی‌خان»، «حمام»، «مسجد جامع»، «خانه جعفری»، «سقاخانه»، «بازارچه» قرار دارد.
به جرئت می‌توان گفت که بیشترین خانه‌های تاریخی و ارزشمند شهرستان فلاورجان در شهر طاد بنا شده که تاکنون نزدیک به چهل خانه ارزشمند در این شهر شناسایی شده است. این خانه‌ها عموماً متعلق به دوره قاجار بوده که تمامی آنها با مصالح خشت و ملات گل و گچ و براساس وضعیت اقلیمی منطقه ساخته شده‌اند. برخی از خانه‌های موجود چون خانه تاریخی «جعفری» دارای تزئینات و آرایه‌های زیبای نقاشی، درهای چوبی نفیس و ازاره‌های سنگی می‌باشند.
حمام تاریخی شهر طاد در مجاورت خانه تاریخی جعفری و مسجد جامع طاد قراردارد. این حمام از دو بخش زنانه و مردانه تشکیل می‌شود. این بنا با مصالح آجر در بدنه داخلی و ملاط گل آهک و سنگ در نمای بیرونی بنا شده است.
همچنین در حال حاضر پنج برج کبوتر خانه شامل: سه برج بزرگ و دو برج کوچک در مزارع اطراف «طاد» وجود دارند. برج‌های کبوترخانه با مصالح خشت و در فرم مدور و به‌صورت خمره‌ای یا سیلندری شکل، بنا شده‌اند.
از دیگر آثار شاخص طاد، بنایی معروف به «مسجدی» است که بقایای از یک مسجد ایلخانی بوده و در حال حاضر بخشی از محراب آن برجای مانده است.

## تاریخچه
طاد از جمله نقاط تاریخی –مسکونی وبسیار قدیمی ایران باستاند. شواهد مانند خانه جعفری طاد در این مکان را تأیید می‌کند.

## حمام تاریخی طاد
این حمام تاریخی که در شهر طاد قرار دارد متعلق به دوره قاجاریه می‌باشد و یکی از آثار تاریخی ثبت شده در کشور است.

## تابعیت
استان اصفهان – شهرستان فلاورجان -دهستان سهرفیروزان - شهر طاد دارای موقعیت استقرار به صورت دشتی می‌باشد. در دامنه جنوبی کوه، طاد واقع شده که ازطرف جنوب به کانال آب انحرافی از سد نکوآباد و کوه قلعه بزی و شهرک صنعتی اشترجان منتهی می‌شود و از سمت غرب به روستای نرگان و اشترجان (شهر ایمانشهر) وسعت دارد و از سمت شرق به روستای گلگون و رودخانه زاینده رود منتهی می‌شود که فاصله این شهر تا رودخانه حدود ۲ کیلومترمی باشد.

## وضعیت طبیعی
شهرستان فلاورجان به صورت جلگه ای در حاشیه زاینده رود واقع شده و دارای بیشه زارهای وسیعی است. برروی دشت رسوبی زاینده رود واقع شده است و از حاصلخیزترین جلگه‌های فلات مرکزی ایران محسوب می‌شود. موقع خاص و ممتاز این منطقه یعنی قرارگیری آن در مرکز فلات ایران با چهره خاص طبیعی اش که متشکل از ارتفاعات برفگیر از یک سو و جلگه‌های حاصلخیز از سوی دیگر می‌باشد و اثر ی که موقعیت ویژه جغرافیایی آن بر اقلیمش می‌نهد از جهت تنوع آب و هوا از زمانهای گذشته تاکنون یکی از مراکز بزرگ انسانی و شکوفایی اقتصادی و فرهنگ ایران بوده است. بخش پیربکران در بین ارتفاعات غربی و جنوب غربی اصفهان جزء پایکوهای داخلی زاگرس محسوب می‌شود قراردارد و در شمال شرقی و شرق آن ارتفاعات شاه کوه با ۲۴۱۸ و طول ۱۸ کیلومتر و ارتفاعات بجگرد و آب نیل قرار گرفته است از دیگر ارتفاعات شمالی آن کوه آغچه بدی می‌باشد در جنوب شرقی این بخش ارتفاعات لرسگ وکوه شتر و کوه باریکه و کوه تک تک به ارتفاع ۱۹۰۰ تا ۲۰۰۰ متری قرار گرفته است در سمت جنوب این بخش کوه خولنجان با ارتفاع ۲۱۶۱ متر و کوه طالخونچه و زرد با ارتفاع حدود ۲۵۴۵ متر قرار دارد - شهرطاد دارای ارتفاع ۱۶۳۵ متر از سطح دریا می‌باشد - کوه طاد با ارتفاع ۱۸۰۷ متر در شمال طاد و ونهر واقع شده و کوه قلعه بزی با ارتفاع ۲۲۰۰ متر از سطح دریا در جنوب طاد واقع شده است.

## اقلیم و آب و هوا
نوع اقلیم شهر نیمه خشک می‌باشد. - این منطقه دارای تابستانهای گرم و خشک و زمستانهای سرد و خشک است. متوسط بارش سالیانه آن طی ۳۰ سال گذشته ۱۴۸ میلیمتر بوده است - متوسط رطوبت نسبی هوا نیز ۴۶ درصد اندازه‌گیری شده است. -بادهای غالب ازغرب به شرق می‌باشد. -شیب عمومی شهر شمالی جنوبی (با شیب ۶ تا ۸ درصد) و شیب شرق به غرب (باشیب ۱درصد) که مرکز شهر در ارتفاع می‌باشد. منابع آب: منابع آب این شهرازآبهای زیر زمینی و رودخانه زاینده رود وکانالهای منتهی به آن تأمین می‌شود در سالیان پیش از قنات وچشمه هم جهت تأمین آب استفاده می‌شده است. آب آشامیدنی: از سه حلقه چاه نیمه عمیق که دارای سه پمپ انتقال آب و دو منبع ۲۸۰ متر مکعبی و ۵۰۰ متر مکعبی جهت ذخیره آب شرب می‌باشد. آب کشاورزی: آب مورد نیاز اراضی و باغات طاد توسط ۱۰۸ حلقه چاه عمیق و نیمه عمیق تأمین می‌گردد و همچنین حق آبه طومار شیخ بهایی (ره) و مازاد از کانال اصلی سمت چپ نکوآباد تأمین می‌شود.